# تيري كونز
تيري كونز (بالإنجليزية: Terry Kunz)‏ هو لاعب كرة قدم أمريكية أمريكي، ولد في 26 أكتوبر 1952 في دنفر في الولايات المتحدة.

## وصلات خارجية
- تيري كونز على موقع مرجع كرة القدم المحترفة.كوم (الإنجليزية)
- تيري كونز على موقع JustSportsStats.com (الإنجليزية)